# Mancomunidad Ruta de la Plata
La mancomunidad Ruta de la Plata es una agrupación administrativa de municipios en la provincia de Salamanca, Castilla y León, España.

## Municipios
- Aldeacipreste
- La Calzada de Béjar
- Candelario
- Cantagallo
- El Cerro
- Colmenar de Montemayor
- Fresnedoso
- Horcajo de Montemayor
- La Hoya
- Lagunilla
- Ledrada
- Montemayor del Río
- Navacarros
- Navalmoral de Béjar
- Peñacaballera
- Pinedas
- Puerto de Béjar
- Sanchotello
- Santibáñez de Béjar
- Sorihuela
- Valdehijaderos
- Valdelageve